# Tournoi britannique de rugby à XV 1890
Navigation
Tournoi 1889 Tournoi 1891
Le huitième tournoi britannique de rugby à XV de 1890 n'est que la troisième édition complète après celles de 1884 et de 1887. Joué du 1er février au 15 mars, il est remporté conjointement par l'Angleterre et l'Écosse.
Une ébauche de barème de points apparaît : le gain d'un match est assuré au meilleur des buts marqués. Un but est accordé dans les cas suivants :
- transformation réussie à la suite d'un essai marqué ;
- réussite d'un drop goal :
- coup de pied réussi après marque.

En cas d'égalité de buts réussis, on fait intervenir le nombre d'essais accordés. Si l'égalité persiste, le match est déclaré nul.

## Classement
| Rang | Nations        | J | V | N | D | PP | PC | Δ  | Pts |
| ---- | -------------- | - | - | - | - | -- | -- | -- | --- |
| 1    | Angleterre     | 3 | 2 | 0 | 1 | 1  | 0  | +1 | 4   |
| 1    | Écosse (T)     | 3 | 2 | 0 | 1 | 2  | 1  | +1 | 4   |
| 3    | Pays de Galles | 3 | 1 | 1 | 1 | 1  | 2  | -1 | 3   |
| 4    | Irlande        | 3 | 0 | 1 | 2 | 1  | 2  | -1 | 1   |

- Légende

J matches joués, V victoires, N matches nuls, D défaites

PM points marqués, PE points encaissés, Δ différence de points PP - PC

Pts points de classement (barème : victoire, 2 points ; match nul, 1 point ; défaite, 0 point) 

T Tenante du titre (depuis 1887).
- Meilleure attaque pour l'Écosse et meilleure défense pour l'Angleterre.

## Résultats
- Rappel :
 e essai, 0 point ; t transformation, 1 point ; d drop goal, 1 point.

| Samedi 1er février 1890 0Arms Park, Cardiff      | Pays de Galles | 0(1e) 0 - 1 (3e,1t)   | Écosse         |
| Samedi 15 février 1890 0Crown Flatt, Dewsbury    | Angleterre     | 0(0e) 0 - 0 (1e)      | Pays de Galles |
| Samedi 22 février 1890 0Raeburn Place, Édimbourg | Écosse         | (1e,1d) 1 - 0 (0e)0   | Irlande        |
| Samedi 1er mars 1890 0Raeburn Place, Édimbourg   | Écosse         | 0(0e) 0 - 1 (2e,1t)   | Angleterre     |
| Samedi 1er mars 1890 0Lansdowne Road, Dublin     | Irlande        | (1e,1t) 1 - 1 (1e,1t) | Pays de Galles |
| Samedi 15 mars 1890 0Rectory Field, Blackheath   | Angleterre     | 0(3e) 0 - 0 (0e)      | Irlande        |

## Les matches

### Pays de Galles - Écosse
| 1er février 1890 | Pays de Galles Capitaine : F Hill | 0 - 1 | Écosse Capitaine : B Maclagan                                          | Arms Park, Cardiff 10 000 spectateurs Arbitre : E McAllister |
| 1er février 1890 | Essai(s) : Gould                  |       | Essai(s) : 3 D Anderson, A Duke, Maclagan Transformation(s) : M McEwan | Arms Park, Cardiff 10 000 spectateurs Arbitre : E McAllister |
| 1er février 1890 |                                   |       |                                                                        | Arms Park, Cardiff 10 000 spectateurs Arbitre : E McAllister |

### Angleterre - pays de Galles
| 15 février 1890 | Angleterre Capitaine : A Stoddart | 0 - 0              | Pays de Galles Capitaine : A Gould | Crown Flatt, Dewsbury 5 000 spectateurs Arbitre : R Rainie |
| 15 février 1890 |                                   | Essai(s) : Stadden |                                    | Crown Flatt, Dewsbury 5 000 spectateurs Arbitre : R Rainie |
| 15 février 1890 |                                   |                    |                                    | Crown Flatt, Dewsbury 5 000 spectateurs Arbitre : R Rainie |

### Écosse - Irlande
| 22 février 1890 | Écosse Capitaine : M McEwan                    | 1 - 0 | Irlande Capitaine : R Warren | Raeburn Place, Édimbourg Arbitre : H Ashmore |
| 22 février 1890 | Essai(s) : C Orr Transformation(s) : J Boswell |       |                              | Raeburn Place, Édimbourg Arbitre : H Ashmore |
| 22 février 1890 |                                                |       |                              | Raeburn Place, Édimbourg Arbitre : H Ashmore |

### Écosse - Angleterre
| 1er mars 1890 | Écosse Capitaine : BMaclagan | 0 - 1                                                           | Angleterre Capitaine : J Hickson | Raeburn Place, Édimbourg 8 000 spectateurs Arbitre : J Chambers |
| 1er mars 1890 |                              | Essai(s) : 2 J Dyson, Evershed Transformation(s) : 1/2 D Jowett |                                  | Raeburn Place, Édimbourg 8 000 spectateurs Arbitre : J Chambers |
| 1er mars 1890 |                              |                                                                 |                                  | Raeburn Place, Édimbourg 8 000 spectateurs Arbitre : J Chambers |

### Irlande - pays de Galles
| 1er mars 1890 | Irlande Capitaine : R Warren                    | 1 - 1 (1-0) | Pays de Galles Capitaine : A Gould                 | Lansdowne Road, Dublin 7 000 spectateurs Arbitre : F Burnand |
| 1er mars 1890 | Essai(s) : R Dunlop Transformation(s) : J Roche |             | Essai(s) : C Thomas Transformation(s) : W Bancroft | Lansdowne Road, Dublin 7 000 spectateurs Arbitre : F Burnand |
| 1er mars 1890 |                                                 |             |                                                    | Lansdowne Road, Dublin 7 000 spectateurs Arbitre : F Burnand |

### Angleterre - Irlande
| 15 mars 1890 | Angleterre Capitaine : AStoddart            | 0 - 0 | Irlande Capitaine : R Warren | Rectory Field, Blackheath 12 000 spectateurs Arbitre : A Don-Wauchope |
| 15 mars 1890 | Essai(s) : 3 P Morrison, J Rogers, Stoddart |       |                              | Rectory Field, Blackheath 12 000 spectateurs Arbitre : A Don-Wauchope |
| 15 mars 1890 |                                             |       |                              | Rectory Field, Blackheath 12 000 spectateurs Arbitre : A Don-Wauchope |